# Tournai-sur-Dive

Tournai-sur-Dive este o comună în departamentul Orne, Franța. În 1 ianuarie 2022 avea o populație de 295 de locuitori.